# 光陽NSR150
光陽NSR150為台灣光陽工業公司與日本本田技研技術合作，引進源自世界摩托車GP大賽Honda常勝冠軍車種NSR之賽車科技，於台灣組裝生產、製造及發售此型具有賽車血統且排氣量為149cc的機車。

## 歷史
80年代末期，為扭轉被山葉追風135稱霸的市場，光陽於1988年底宣布，即將推出一款全新開發，結合本田最先進GP賽車科技的機車以便取代王牌HX-135SS。1989年光陽第一代NSR150正式量產上市，售價為新台幣7.8~8萬元左右。
Honda NSR150具有150CC單缸二行程水冷引擎及國際檔六段變速。台規第一代NSR150則被法規限制而降為23.5匹馬力。當年剛上市時風火輪機車雜誌做過實車評測報導，在鋸除NSR150排氣管中段末的老鼠尾（封管打孔段），接回原尾管後即可昇至27.5匹馬力，與日規市售降馬力版NSR 150相同。此外配備著當年本田最先進的賽車RC valve(RC氣閥)技術，比王牌的ATAC氣閥穩定，引擎高轉速域持續加速力更強勁。車架方面採用了方型鋼管環抱式，單槍雙搖臂車架。前懸吊為31mm前叉、後懸吊為單槍中置避震。煞車系統則是前後單碟式油壓煞車。
- 台灣光陽 NSR150 為了符合各期環保法規中廢氣排放標準之修改而改款三次。於改款一併推出多種不同配色之整流罩、油箱及車燈、座墊。

- 光陽 HONDA NSR150 一代車，引擎號碼開頭編號NS150R，整流罩材質厚實但外觀尺寸較小，引擎及主要零件由日本原裝進口，全車則在台組裝完成。因環保法令限制，為降低排氣音量，將排氣管膨脹室出口末端以鐵片封閉，強制排氣氣流轉向由側方孔洞通過尾管消音，馬力則降低為台規之23.5 ps。前後座相連一體式座墊，一代RC氣閥控制器。另為降低汙染排放，於排氣管膨脹室前段設置布織觸媒符合「一期環保法規」標準。

- 光陽 KYMCO NSR150 二代車（前期），光陽生產製造引擎並自主化修改車體外觀。全新改款配色的大型整流罩、新配色油箱、新車燈及後照鏡與前後分離式座墊。引擎號碼改為KW6D，二代初期環保裝置同一代車，但化油器油嘴與油針設定與一期不同，符合「二期環保法規」，RC氣閥（TV-115）控制器也與一代不同。

代號 TV-89 一期控制器
```
   TV-115 二期控制器
   TV-83 泰版一期控制器
   TV-123 泰版 點火訊號控制器
   TV-78 NSR125 控制器
   TV-124 NSR125 安規控製器
```

據說 有車友破解了控制器的電路，待速時閥門可半開，仿造SP的待速模式。
- 光陽 KYMCO NSR150，後期二代車及三代車的引擎號碼改為RB30AA。增加設置活性碳罐燃油蒸發回收裝置，於排氣管設置二次空氣導入再燃燒管路，並於排氣管膨脹室後段增加金屬觸媒進一步降低汙染排放，以符合「三期環保法規」廢氣排放標準。售價則上漲為新台幣8.3萬元左右。

## 相關資料
| 台灣 NSR 150 | 規格                                                          |
| 引擎型式     | 二行程單缸水冷                                                |
| 排氣量       | 149cc                                                         |
| 壓縮比       | 6.7 : 1                                                       |
| 缸徑 / 行程  | 59 × 54.5mm                                                   |
| 點火方式     | CDI                                                           |
| 排氣閥       | RC Valve                                                      |
| 火星塞型式   | NGK B8ES                                                      |
| 最大馬力     | 27.5（23.5）ps（一期） / 9,500 rpm 22.5 ps（二期）/ 9,500 rpm |
| 最大扭力     | 1.7 kgm / 8,500 rpm                                           |
| 變速方式     | 往復式六檔（國際六檔）                                        |
| 長.寬.高     | 1,990 × 640 × 1,050mm                                         |
| 前後軸距     | 1,335mm                                                       |
| 車量總重     | 115 kg                                                        |
| 前輪型式     | 90mm / 90 / 17吋                                              |
| 後輪型式     | 100mm / 90 / 18吋                                             |
| 後懸吊型式   | 單槍避震                                                      |
| 煞車型式     | 前、後單碟煞                                                  |
| 化油器口徑   | 26mm                                                          |